# Observatoire Zimmerwald
L'Observatoire Zimmerwald est un observatoire astronomique suisse appartenant à l'Institut d'astronomie de l'Université de Berne. Il a été fondé en 1956 et se situe à environ 10 km au sud de Berne.